# خسوف القمر مارس 2026
| الخسوف الكلي للقمر 3 مارس 2026                                                         | الخسوف الكلي للقمر 3 مارس 2026 |
| -------------------------------------------------------------------------------------- | ------------------------------ |
| مسير الشمس يصل شمال سيمر القمر من الغرب إلى الشرق (من اليمين إلى اليسار) عبر ظل الأرض. |                                |
| ساروس (وعضو)                                                                           | 133 (27 من 71)                 |
| جاما                                                                                   | -0.3765                        |
| المدة (hr: mn: sc)                                                                     |                                |
| الكلية                                                                                 | 0:58:19                        |
| جزئي                                                                                   | 3:27:10                        |
| شبة الظل                                                                               | 5:38:37                        |
| جهات الاتصال ( UTC )                                                                   |                                |
| P1                                                                                     | 8:44:22                        |
| U1                                                                                     | 9:50:00                        |
| U2                                                                                     | 11:04:26                       |
| أعظم                                                                                   | 11:33:37                       |
| U3                                                                                     | 12:02:45                       |
| U4                                                                                     | 13:17:10                       |
| ص 4                                                                                    | 14:22:59                       |

سيحدث خسوف كلي للقمر في 3 مارس 2026.

## الرؤية
سيكون مرئيًا تمامًا فوق المحيط الهادئ وغرب الولايات المتحدة الأمريكية وكندا ونيوزيلندا ، وسيظهر فوق أستراليا وآسيا ، ويغطي بقية الأمريكتين.

## الخسوفات ذات الصلة

### كسوف في عام 2026
- كسوف حلقي للشمس في 17 فبراير .
- خسوف كلي للقمر في 3 مارس .
- كسوف كلي للشمس في 12 أغسطس .
- خسوف جزئي للقمر في 28 أغسطس .

### سلسلة السنة القمرية
| تدور أحداث سلسلة خسوف القمر في الفترة من 2024 إلى 2027 | تدور أحداث سلسلة خسوف القمر في الفترة من 2024 إلى 2027 | تدور أحداث سلسلة خسوف القمر في الفترة من 2024 إلى 2027 | تدور أحداث سلسلة خسوف القمر في الفترة من 2024 إلى 2027 | تدور أحداث سلسلة خسوف القمر في الفترة من 2024 إلى 2027 | تدور أحداث سلسلة خسوف القمر في الفترة من 2024 إلى 2027 | تدور أحداث سلسلة خسوف القمر في الفترة من 2024 إلى 2027 |
| ------------------------------------------------------ | ------------------------------------------------------ | ------------------------------------------------------ | ------------------------------------------------------ | ------------------------------------------------------ | ------------------------------------------------------ | ------------------------------------------------------ |
| عقدة تنازلية                                           | عقدة تنازلية                                           | عقدة تنازلية                                           |                                                        | عقدة تصاعدية                                           | عقدة تصاعدية                                           | عقدة تصاعدية                                           |
| ساروس                                                  | تاريخ                                                  | نوع الرؤية                                             | ساروس                                                  | تاريخ الرؤية                                           | نوع الرؤية                                             |                                                        |
| 113                                                    | 2024 مارس 25 [الإنجليزية]                              | شبه الظل                                               | 118                                                    | 2024 سبتمبر 18                                         | الجزئي                                                 |                                                        |
| 123                                                    | 2025 مارس 14 [الإنجليزية]                              | الكلي                                                  | 128                                                    | 2025 سبتمبر 07                                         | الكلي                                                  |                                                        |
| 133                                                    | 2026 مارس 03                                           | الكلي                                                  | 138                                                    | 2026 أغسطس 28 [الإنجليزية]                             | الجزئي                                                 |                                                        |
| 143                                                    | 2027 فبراير 20 [الإنجليزية]                            | شبه الظل                                               | 148                                                    | 2027 أغسطس 17 [الإنجليزية]                             | شبه الظل                                               |                                                        |
|                                                        |                                                        |                                                        |                                                        |                                                        |                                                        |                                                        |
| آخر مجموعة                                             | 2023 مايو 05                                           | 2023 مايو 05                                           | آخر مجموعة                                             | 2023 أكتوبر 28                                         | 2023 أكتوبر 28                                         |                                                        |
|                                                        |                                                        |                                                        |                                                        |                                                        |                                                        |                                                        |
| المجموعة التالية                                       | 2028 يناير 12 [الإنجليزية]                             | 2028 يناير 12 [الإنجليزية]                             | المجموعة التالية                                       | 2027 يوليو 18 [الإنجليزية]                             | 2027 يوليو 18 [الإنجليزية]                             |                                                        |

### سلسلة ساروس
خسوف القمر هذا هو جزء من السلسلة 133 من دورة ساروس ، والتي تتكرر كل 18 عامًا و 11 يومًا. السلسلة 133 تمتد من عام 1557 حتى 2819. حدث الكسوف السابق لهذه السلسلة في 21 فبراير 2008 وسيحدث الكسوف التالي في 13 مارس 2044.
إنه السابع من إجمالي 21 خسوفًا للقمر في السلسلة 133. كان الأول في 28 ديسمبر 1917. آخر (21) سيكون في 3 أغسطس 2278. سيستمر أطول تكرارين من هذه السلسلة (الرابع عشر والخامس عشر) لمدة ساعة و 42 دقيقة في 18 مايو 2152 و 30 مايو 2170. يتداخل ساروس 140 الشمسي مع هذا ساروس القمري مع حدث يحدث كل 9 سنوات 5 أيام بالتناوب بين كل سلسلة ساروس .

### دورة ميتونيك (19 سنة)
تتكرر دورة ميتونيك تقريبًا كل 19 عامًا وتمثل دورة ساروس بالإضافة إلى سنة قمرية واحدة. نظرًا لأنه يحدث في نفس تاريخ التقويم ، سيكون ظل الأرض في نفس الموقع تقريبًا بالنسبة إلى نجوم الخلفية.
| 1. 1988 مارس 03.675 [الإنجليزية] – جزئي (113) 2. 2007 مارس 03.972 – كلي (123) 3. 2026 مارس 03.481 – كلي (133) 4. 2045 مارس 03.320 [الإنجليزية] – شبه الظل (143) | 1. 1988 أغسطس 27.461 [الإنجليزية] – جزئي (118) 2. 2007 أغسطس 28.442 – كلي (128) 3. 2026 أغسطس 28.175 [الإنجليزية] – جزئي (138) 4. 2045 أغسطس 27.578 [الإنجليزية] – شبه الظل (148) |
| | |

### سلسلة اينكس
سلسلة اينكس تكرر خسوفًا لمدة 20 يومًا أقل من 29 عامًا ، وتتكرر في المتوسط كل 10571.95 يومًا. هذه الفترة تساوي 358 شهرًا قمريًا (أشهر سينودية) و 388.5 شهر دراكوني. تزيد سلسلة ساروس بواحد في أحداث اينكس المتتالية وتتكرر في العقد القمرية الصاعدة والهابطة بالتناوب.قالب:March 2026 lunar eclipse Inex series
هذه الفترة هي 383.6734 شهرًا غير طبيعي (فترة المدار الإهليلجي للقمر). على الرغم من متوسط التحول الزمني 0.05 في اليوم بين الأحداث اللاحقة ، فإن تباين القمر في مداره الإهليلجي في كل حدث يتسبب في اختلاف وقت الكسوف الفعلي بشكل كبير. إنه جزء من سلسلة Lunar اينكس 35.
| عقدة تنازلية | عقدة تنازلية               | عقدة تصاعدية | عقدة تصاعدية              | عقدة تنازلية | عقدة تنازلية              | عقدة تصاعدية | عقدة تصاعدية                |
| ساروس        | تاريخ الرسم البياني        | ساروس        | تاريخ الرسم البياني       | ساروس        | تاريخ الرسم البياني       | ساروس        | تاريخ الرسم البياني         |
| ------------ | -------------------------- | ------------ | ------------------------- | ------------ | ------------------------- | ------------ | --------------------------- |
| 115          | 1505 فبراير 18             | 116          | 1534 يناير 30             | 117          | 1563 يناير 9              | 118          | 1591 ديسمبر 30              |
| 119          | 1620 ديسمبر 9              | 120          | 1649 نوفمبر 19            | 121          | 1678 أكتوبر 29            | 122          | 1707 أكتوبر 11              |
| 123          | 1736 Sep 20                | 124          | 1765 أغسطس 30             | 125          | 1794 أغسطس 11             | 126          | 1823 يوليو 23               |
| 127          | 1852 يوليو 1               | 128          | 1881 يناير 12             | 129          | 1910 مايو 24 [الإنجليزية] | 130          | 1939 مايو 3 [الإنجليزية]    |
| 131          | 1968 أبريل 13 [الإنجليزية] | 132          | 1997 مارس 24 [الإنجليزية] | 133          | 2026 مارس 3               | 134          | 2055 فبراير 11 [الإنجليزية] |
| 135          | 2084 يناير 22              | 136          | 2113 يناير 2              | 137          | 2141 ديسمبر 13            | 138          | 2170 نوفمبر 23              |
| 139          | 2199 نوفمبر 2              | 140          | 2228 أكتوبر 14            | 141          | 2257 Sep 24               | 142          | 2286 Sep 3                  |
| 143          | 2315 أغسطس 16              | 144          | 2344 يوليو 26             | 145          | 2373 يوليو 5              | 146          | 2402 يناير 16               |
| 147          | 2431 مايو 27               | 148          | 2460 مايو 5               | 149          | 2489 أبريل 16             |              |                             |

تتكرر اينكس لمدة 20 يومًا أقل من 29 عامًا ، ويتكرر في المتوسط كل 10571.95 يومًا. هذه الفترة تساوي 358 قمرة (شهر متزامن و 388.5 شهر دراكوني. تزيد سلسلة ساروس بواحد في أحداث اينكس المتتالية وتتكرر في العقد القمرية الصاعدة والهابطة بالتناوب.
هذه الفترة هي 383.6734 شهر غير طبيعي (فترة المدار الإهليلجي للقمر). على الرغم من متوسط التحول الزمني 0.05 في اليوم بين الأحداث اللاحقة ، فإن تباين القمر في مداره الإهليلجي في كل حدث يتسبب في اختلاف وقت الكسوف الفعلي بشكل كبير.
| عقدة تصاعدية | عقدة تصاعدية   | عقدة تنازلية | عقدة تنازلية   | عقدة تصاعدية | عقدة تصاعدية   | عقدة تنازلية | عقدة تنازلية   |
| ساروس        | التاريخ        | ساروس        | التاريخ        | ساروس        | التاريخ        | ساروس        | التاريخ        |
| ------------ | -------------- | ------------ | -------------- | ------------ | -------------- | ------------ | -------------- |
| 96           | 1027 أبريل 23  | 97           | 1056 أبريل 2   | 98           | 1085 مارس 14   | 99           | 1114 فبراير 21 |
| 100          | 1143 فبراير 1  | 101          | 1172 يناير 13  | 102          | 1200 ديسمبر 22 | 103          | 1229 ديسمبر 2  |
| 104          | 1258 نوفمبر 12 | 105          | 1287 أكتوبر 22 | 106          | 1316 أكتوبر 2  | 107          | 1345 سبتمبر 12 |
| 108          | 1374 أغسطس 22  | 109          | 1403 أغسطس 2   | 110          | 1432 يوليو 13  | 111          | 1461 يونيو 22  |
| 112          | 1490 يونيو 2   | 113          | 1519 مايو 14   | 114          | 1548 أبريل 22  | 115          | 1577 أبريل 2   |
| 116          | 1606 مارس 24   | 117          | 1635 مارس 3    | 118          | 1664 فبراير 11 | 119          | 1693 يناير 22  |
| 120          | 1722 يناير 2   | 121          | 1750 ديسمبر 13 | 122          | 1779 نوفمبر 23 | 123          | 1808 نوفمبر 3  |
| 124          | 1837 أكتوبر 13 | 125          | 1866 سبتمبر 24 | 126          | 1895 سبتمبر 4  | 127          | 1924 أغسطس 14  |
| 128          | 1953 يوليو 26 ‏ | 129          | 1982 يوليو 6 ‏  | 130          | 2011 يونيو 15  | 131          | 2040 مايو 26   |
| 132          | 2069 مايو 6 ‏   | 133          | 2098 أبريل 15  | 134          | 2127 مارس 28   | 135          | 2156 مارس 7    |
| 136          | 2185 فبراير 14 | 137          | 2214 يناير 27  | 138          | 2243 يناير 7   | 139          | 2271 ديسمبر 17 |
| 140          | 2300 نوفمبر 27 | 141          | 2329 نوفمبر 7  | 142          | 2358 أكتوبر 18 | 143          | 2387 سبتمبر 28 |
| 144          | 2416 سبتمبر 7  | 145          | 2445 أغسطس 17  | 146          | 2474 يوليو 29  |              |                |

### دورة نصف ساروس
سيسبق خسوف القمر خسوفًا للشمس ويتبعه 9 سنوات و 5.5 أيام ( نصف ساروس ). يرتبط خسوف القمر هذا بخسوفين حلقيين للشمس من سولار ساروس 140 .
| 26 فبراير 2017 | 9 مارس 2035 |
| -------------- | ----------- |
|                |             |

## روابط خارجية
- دورة ساروس 133
- 2026 مارس 03 الرسم البياني :